# Vida Nova
Vida Nova é uma telenovela brasileira produzida e exibida pela TV Globo de 21 de novembro de 1988 a 5 de maio de 1989, em 143 capítulos. Substituiu Fera Radical e foi substituída por Pacto de Sangue, sendo a 36ª "novela das seis" exibida pela emissora.
Escrita por Benedito Ruy Barbosa, teve a direção de Luiz Fernando Carvalho.
Contou com as atuações de Nívea Maria, Yoná Magalhães, Carlos Zara, Osmar Prado, Paulo José, Antônio Petrin, Deborah Evelyn e Lauro Corona nos papéis principais da história.

## Enredo
São Paulo, 1945. Fim da Segunda Guerra Mundial. A elegante e alegre Laura é conhecida como Lalá (Yoná Magalhães), ex-prostituta que organizou sua vida ao lado da filha, sem perceber as atenções de Antônio Sapateiro (Carlos Zara), homem tímido e sonhador totalmente apaixonado por ela.
Num cortiço no bairro do Bixiga, vivem outros casais. Como Gema (Nívea Maria), que, julgando-se viúva, se casa com Pietro (Osmar Prado), um italiano apaixonado, e vive feliz até que o primeiro marido, Sebastião (Roberto Bomfim), aparece vivo. Outros são o jovem casal Bruno (Giuseppe Oristanio) e Bianca (Patrícia Pillar), além de Sara (Aída Leiner), jovem dona de uma pensão, cortejada por um de seus hóspedes, o libanês Michel (Luís Carlos Arutin), bem mais velho que ela. E o italiano Antônio do Mercado (Antonio Petrin), um trabalhador incansável que mantém com sacrifício o filho, Toninho (Marcos Winter), num dos melhores colégios de São Paulo, mas não vê com bons olhos o amor que nasce entre seu filho e a jovem Marialina (Gabriela Oliveira), filha de Lalá.
Também o envolvente caso de amor do português Manuel Victor (Lauro Corona) e da judia Ruth (Deborah Evelyn), proibido pelos pais da moça por causa da religião, e abalado pelas intrigas da caipirinha Gracinha (Iara Jamra), filha do poderoso coronel Antenor (Mauro Mendonça), da UDN, e apaixonada pelo português. Agora, eles tentam desvendar um "crime perfeito", tendo apenas um fio de esperança perdida.

## Elenco
| Interprete         | Personagem                    |
| ------------------ | ----------------------------- |
| Yoná Magalhães     | Laura (Lalá)                  |
| Nívea Maria        | Gema                          |
| Carlos Zara        | Antônio Sapateiro             |
| Osmar Prado        | Pietro (Pepo)                 |
| Lauro Corona       | Manuel Vítor                  |
| Deborah Evelyn     | Ruth                          |
| Paulo José         | Francesco                     |
| Giuseppe Oristânio | Bruno                         |
| Patrícia Pillar    | Bianca                        |
| Antônio Petrin     | Antônio do Mercado            |
| Marcos Winter      | Antoninho / Toninho (Antonio) |
| Gabriela Oliveira  | Marialina                     |
| Luís Carlos Arutin | Michel                        |
| Aída Leiner        | Sarah                         |
| Mauro Mendonça     | Coronel Antenor               |
| Iara Jamra         | Gracinha                      |
| Roberto Bomfim     | Sebastião                     |
| José Lewgoy        | Samuel                        |
| Miriam Mehler      | Fanny                         |
| Rogério Márcico    | Amadeu                        |
| Suzana Faini       | Maria                         |
| Felipe Carone      | Giócomo                       |
| Abrahão Farc       | Abrahão                       |
| Irving São Paulo   | Alcebíades                    |
| Dedina Bernardelli | Henriqueta                    |
| Cosme dos Santos   | Tatu                          |
| Íris Nascimento    | Clara                         |
| Vera Zimmermann    | Marta                         |
| Andréa Avancini    | Mariana                       |
| Cláudia Scher      | Jurema                        |
| Stella Freitas     | Marieta                       |
| Cláudia Borioni    | Nena                          |
| Augusto Olímpio    | Cupim                         |
| Henrique César     | Juca                          |
| Luís Fabiano       | André                         |
| Osmar di Pieri     | Fogueira                      |

### Participações Especiais
| Interprete         | Personagem      |
| ------------------ | --------------- |
| Walmor Chagas      | Álvaro          |
| Paulo Castelli     | Israel          |
| Eloísa Mafalda     | Jandira         |
| Paulo Figueiredo   | Valentim        |
| Riva Nimitz        | Ivete           |
| Ênio Santos        | Mariano         |
| Ida Gomes          | Madre Superiora |
| Turíbio Ruiz       | Padre Antônio   |
| Elizabeth Hartmann | Shatlain        |
| Lourdes Mayer      | Virgínia        |
| Christiana Guinle  | Irmã da Luz     |
| Jonathan Nogueira  | Dino            |
| Anderson Lozovoi   | Figuração       |
| Alan Alencar       | Biriba          |

## Produção
A telenovela mostrou a reconstituição da cidade de São Paulo nos anos 1940 após a Segunda Guerra Mundial. Apesar da bela produção, a trama não despertou o interesse do público.

### Afastamento de Lauro Corona
A telenovela foi marcada por ser a última do ator Lauro Corona. Em fevereiro de 1989, enquanto a novela ainda estava no ar, o ator se desligou da produção para poder cuidar da saúde. Teria a expectativa de que ele pudesse voltar antes do final, mas isso não aconteceu. Lauro Corona faleceu em 20 de Julho de 1989 em decorrência do vírus da AIDS, dois meses após o término de Vida Nova.

### Ida de Benedito Ruy Barbosa para a Rede Manchete
Foi a última novela da terceira passagem de Benedito Ruy Barbosa na Globo, e finalizada pouco antes do autor ser contratado pela Manchete para escrever Pantanal.

## Audiência
Obteve média geral de 42 pontos.

## Trilha sonora

### Nacional
Capa: Patrícia Pillar-
Lançado em dezembro de 1988- Som livre
- "Amor é Sempre Amor (As Time Goes By)" - Patrícia (tema de Bianca)
- "Samba Italiano" - Adoniran Barbosa (tema do cortiço)
- "Eu Sonhei Que Tu Estavas Tão Linda" - Erasmo Carlos (tema de Toninho e Marialina)
- "Não Tenho Lágrimas" - Paulinho da Viola (tema de Sara e Michel)
- "Linda Judia" - Ronaldo Barcellos (tema de Ruth)
- "Foi Deus" - Francisco José (tema de Manoel Vitor)
- "As Mariposas" - Adoniran Barbosa (tema do cortiço)
- "Vida de Bailarina" - Zizi Possi (tema de Laura)
- "Samba Erudito" - Chico Buarque (tema de Antônio Sapateiro)
- "Saia do Caminho" - Miúcha e Tom Jobim (tema de Gema)
- "Deusa da Minha Rua" - Sílvio Caldas (tema de Pietro)
- "Uma Canção de Amor" - Instrumental (tema de Gema e Pietro)
- "Bom Dia, Tristeza" - Adoniran Barbosa (part. esp. Roberto Ribeiro) (tema de Laura e Antônio Sapateiro)
- "Nada Além" - Nelson Gonçalves (tema de abertura)
- "Anderson Lozovoi" - figurante.

### Internacional
Capa: Yoná Magalhães-
Lançado em fevereiro de 1989 - Som livre
- "Core 'Ngratto" - Tullio Pane (tema de Antônio do Mercado)
- "Uei... Paesano" - Niccola Paone
- "Again" - Del Kiggar (Malcolm Forest) (tema de Toninho e Marialina)
- "Torna Piccina" - Tito Schipa (tema geral)
- "Luna Rossa" - Claudio Villa (tema de locação: São Paulo)
- "My Yiddishe Momme" - Debora Sznajder (tema de Sara e Michel)
- "Tarantella" - Gli Amici (tema do cortiço)
- "Mamma" - Beniamino Gigli (tema de Antônio Sapateiro)
- "O Marenariello" - Enrico Muzani (tema de Bruno)
- "Belli Fiori" - Bello Mingroni (tema de Maria)
- "La Strada Del Bosco" - Gino Bechi
- "Serenade" - Mandolin Serenaders (tema de Gema e Pietro)
- "Dell' Alcova Nel Tepor" (Oh Faciulla, All'Imbrunir) - Franco Artioli (tema de Bianca e Bruno)
- "Novo Fado da Severa" - Carlos Moreira (tema de Manoel Vitor)
- "Begin The Beguine" - Artie Shaw (tema de Laura)
- "Dicitencello Vuie" - Giacomo Rondinella (tema de Alcebíades e Henriqueta)